# Bärenriedlau-Hütte
Die Bärenriedlau-Hütte ist eine mehr als 300 Jahre alte Alpenhütte im südlichen Sengsengebirge, im Nationalpark Kalkalpen. Auf einer Seehöhe von 1334 Metern bot sie Unterkunft für Viehhirten und Jäger. Auch von Thronfolger Erzherzog Franz Ferdinand und seiner Jagdgesellschaft wurde sie als Jagdhütte verwendet.

## Geschichte
Die Bärenriedlau-Hütte wurde zu Beginn des 18. Jahrhunderts errichtet. Ab 1901 pachtete Erzherzog Franz Ferdinand das umliegende südliche Sengsengebirge vom Grafen von Lamberg für die Jagd. Ein Eintrag im Jagdbuch zeigt, dass Franz Ferdinand am 26. September 1904 am Gamsplan, die zweithöchste Erhebung im Sengsengebirge, seinen tausendsten Gamsbock erlegte. Bei den Jagden waren unzählige Jäger, Treiber, Träger und auch das Personal der Lambergschen Forstverwaltung dabei.
Von 2011 bis 2014 wurde die Bärenriedlau-Hütte vom Nationalparkbetrieb der österreichischen Bundesforste und dem Nationalpark Kalkalpen renoviert. Dabei wurde versucht, die Hütte sowie die Einrichtung so originalgetreu wie möglich zu belassen oder wiederherzustellen. An den Wänden und Türen der Hütte befinden sich vielzählige historische Inschriften, noch heute kann man Namen wie „Lamberg“ oder „Esterházy“ lesen, die schon vor über 100 Jahren dort verewigt wurden. Daher stehen die Hütte sowie die Einrichtung unter Denkmalschutz. Auch ehemalig angelegte Reitsteige werden heute noch als Wanderwege benutzt.

## Tourismus
Die Hütte ist über die Alpenvereins-Wege Nr. 461 von St. Pankraz oder Nr. 462/461 von Roßleithen aus erreichbar. Eine zusätzliche Möglichkeit ist von der Nationalpark Eingangsbeschilderung am Parkplatz Teufelskirche zu starten und entlang der Langer Graben Straße 6 Kilometer bis zum Auftreffen auf den markierten Wanderweg 461 zu wandern. Die Wanderung mit 800 Höhenmeter Anstieg und einer Gehzeit von ca. 2,5 bis 3 Stunden im steilen Gelände ist anspruchsvoll. Die Hütte ist nicht bewirtschaftet.
In den Sommermonaten steht die Hütte tagesweise zur Besichtigung offen. An den Tagen der offenen Tür gibt es bei Schönwetter auch die Möglichkeit gratis von einem Ranger des Nationalpark Kalkalpen durch die historische Hütte geführt zu werden.